# Cantón de Lamarche
El cantón de Lamarche era una división administrativa francesa, que estaba situada en el departamento de Vosgos y la región de Lorena.

## Composición
El cantón estaba formado por veintiséis comunas:
- Ainvelle
- Blevaincourt
- Châtillon-sur-Saône
- Damblain
- Fouchécourt
- Frain
- Grignoncourt
- Isches
- Lamarche
- Lironcourt
- Les Thons
- Marey
- Martigny-les-Bains
- Mont-lès-Lamarche
- Morizécourt
- Robécourt
- Rocourt
- Romain-aux-Bois
- Rozières-sur-Mouzon
- Saint-Julien
- Senaide
- Serécourt
- Serocourt
- Tignécourt
- Tollaincourt
- Villotte

## Supresión del cantón de Lamarche
En aplicación del Decreto nº 2014-268 de 27 de febrero de 2014, el cantón de Lamarche fue suprimido el 22 de marzo de 2015 y sus 26 comunas pasaron a formar parte del nuevo cantón de Darney.